# Nhà thờ Đức Bà Vaux
Nhà thờ Đức Bà Vaux của Châlons-en-Champagne (Pháp: Collégiale Notre-Dame-en-Vaux de Châlons-en-Champagne) là một nhà thờ Công giáo La Mã nằm tại Châlons-en-Champagne. Công trình mang kiến trúc Gothic thế kỷ 12-14. Đến thế kỷ 19, nó được bổ sung thêm bộ chuông hòa âm bao gồm 56 quả chuông. Nhà thờ được coi là một kiệt tác kiến trúc ở Marne.

## Lịch sử
Nhà thờ được bắt đầu xây dựng vào khoảng năm 1157 và hoàn thành vào năm 1217. Đến năm 1840, nó đã được xếp hạng là Di tích quốc gia Pháp. Năm 1998, nhà thờ trở thành một phần của Di sản thế giới Đường hành hương Santiago de Compostela ở Pháp được UNESCO công nhận.